# Veronika Matysová
Veronika Matysová (* 18. dubna 1976 Praha) je česká spisovatelka, překladatelka a lektorka tvůrčího psaní, dříve novinářka a diplomatka.

## Život
Vystudovala moderní dějiny na Fakultě sociálních věd Univerzity Karlovy (mezinárodní teritoriální studia a americká studia na Institutu mezinárodních studií), poté pracovala jako novinářka v Českém rozhlase Radiožurnál pro česká sekce BBC a překladatelka (na třicet přeložených knih), od roku 2005 do 2021 se věnovala diplomacii. Působila dlouhodobě v Bruselu a v Paříži.
Od roku 2016 vede projekt Odstartujte svoji knihu, v jehož rámci pořádá různé workshopy a kurzy, kde učí začínající spisovatele, jak napsat knihu - ať už příběhovou, nebo naučnou s nějakým know-how. 
Sama má dosud vydaných osm knih pro děti i dospělé. 

## Dílo
- 2000 – Nikki, vrať se!
- 2012 – Patricie
- 2013 – Míša v síti
- 2014 – Příběhy pavoučka Alfonse
- 2014 – Pavoučí příběhy
- 2016 – Poplach v Tabulkově
- 2017 – Pouštní včela
- 2022 – Hodina psodava